# Johannes Buchstab
Johannes Bu(o)chstab, latinisiert Literam, (* um 1499 in Winterthur; † 29. August 1528 in  Freiburg im Üechtland) war ein katholischer Theologe und Schulmeister der Reformationszeit.

## Leben
Johannes Buchstab wurde um 1499 in Winterthur geboren. Über seine soziale Herkunft und seine Ausbildung ist nichts bekannt. 1522 war er Pfarrverweser in Herisau. Nach einer kurzen Tätigkeit in Mellingen wurde er im Jahr 1523 Schulmeister in Bremgarten. 
Bereits in Bremgarten verfasste er nach eigenen Angaben eine grössere Schrift gegen die zwinglianische Reformation, konnte jedoch keinen Drucker finden. Deshalb habe er sein Manuskript in zehn Einzelschriften aufgeteilt, von denen bis zu seinem frühen Tod ein Grossteil publiziert wurde. Von 1524 bis 1528 war er Schulmeister und Protokollführer des Chorherrenstifts Zofingen. Im Jahr 1526 nahm er an der Badener Disputation teil; eine Wortmeldung ist allerdings nicht überliefert. 
Als Abgeordneter des Zofinger Augustiner-Chorherren-Stifts trat er an der Berner Disputation von 1528 auf und war einer der wenigen vehementen Vertreter des alten Glaubens. Gut vorbereitet versuchte er, mit Belegen aus der Bibel und den Kirchenvätern die altkirchliche Tradition zu begründen. Nach der darauffolgenden Einführung der Reformation in Bern und der Säkularisation des Stifts von Zofingen wurde Buchstab als Schul- und Singmeister nach Freiburg berufen. Dort verstarb er bereits im folgenden Jahr.

## Werke
- Von fürbit der mutter goteß Marie, der lieben helgen, vnd Engeln. Strassburg 1526
- Das nit alle Cristglöbige menschen gleich priester seyend. Strassburg 1527
- Ein kurtze Underrichtung uss dem alten und nüwen Testament, das die mess ein Opffer ist. Strassburg 1527
- Von Becleidung der Priester, Liechter Weiwasser geweichten Saltz und eschen Messfrümen […] gesang und bildnissen. Strassburg 1527
- Von dem hochwirdigen Sacrament des Leibs und Bluts Christi. Strassburg 1527
- Vier Artickel […] uff das kürtzest Begriffen, Namlich Fasten, Betten, Beichten und buss thun. Strassburg 1528
- Von dem fegfeür mit sampt einem beschluss über zehen ussgangenen büchlin. o. O. 1528
- Eygentliche und gründtliche Kuntschafft auss Götlicher Biblischer Geschrifft, dass M. Ulrich Zwinglein eyn falscher Prophet und Verfürer des Christenlichen Volcks ist. Hagenau 1529(?)